# Miranda Rae Mayo
Miranda Rae Mayo (ur. 14 sierpnia 1990 we Fresno) – amerykańska aktorka, która wystąpiła m.in. w serialach Chicago Fire, Blood & Oil i Słodkie kłamstewka.

## Filmografia

### Filmy
| Rok  | Tytuł                       | Rola     | Uwagi                |
| ---- | --------------------------- | -------- | -------------------- |
| 2012 | How Your P*ssy Works        |          | krótkometr.          |
| 2014 | The Black Bachelor          |          | krótkometr.          |
| 2015 | We Are Your Friends         | Courtney | nieuwzgl. w napisach |
| 2015 | The Girl in the Photographs | Rose     |                      |

### Telewizja
| Rok       | Tytuł                         | Rola              | Uwagi                   |
| --------- | ----------------------------- | ----------------- | ----------------------- |
| 2011      | Prawo i porządek: Los Angeles | Anna              | 1 odc.                  |
| 2011      | Super ninja                   | Asystentka        | 1 odc.                  |
| 2013      | Zasady gry                    | Patreece Sheibani | 5 odc.                  |
| 2013—2015 | Dni naszego życia             | Zoe Browning      | 15 odc.                 |
| 2015      | Stuck!                        | Brooke            | w gł. obsadzie; 9 odc.  |
| 2015      | Słodkie kłamstewka            | Talia Sandoval    | 7 odc.                  |
| 2015      | True Detective                | Vera Machiado     | 2 odc.                  |
| 2015      | Blood & Oil                   | Lacey Briggs      | w gł. obsadzie; 10 odc. |
| od 2016   | Chicago Fire                  | Stella Kidd       | w gł. obsadzie          |
| 2018      | Chicago Med                   | Stella Kidd       | 1 odc.                  |
| 2019      | Chicago PD                    | Stella Kidd       | 1 odc.                  |